# Генір
Генір (давньоскан. Hœnir) — в скандинавській міфології бог з-посеред асів, який живе як заручник з ванами. Наділив першу людину розумом та розумінням після того, як ця людина була ним разом з Одіном та Лодуром створена з ясена. Згідно з «Пророкуванням вельви» залишиться жити у відродженому світі після Рагнареку разом з Бальдром та Гедом .
Кратер Генір на супутникові Юпітера Каллісто названо на честь цього бога.